# ملكة أبيض
ملكة أبيض (1928 - 26 يونيو 2019) أديبة وأكاديمية سورية من مواليد مدينة حلب.

## حياتها
تلقت تعليمها في حلب، وتخرجت من جامعة بروكسل الحرة حاملة الإجازة في العلوم التربوية، ثم حصلت على الماجستير من الجامعة الأمريكية ببيروت والدكتوراه في تاريخ التربية من جامعة ليون الثانية بفرنسا. عملت مدرسة جامعية في سورية واليمن. وكانت عضو في جمعية البحوث والدراسات. تزوجت من الشاعر سليمان العيسى.

## أعمالها
المؤلفات والترجمات 
- الشقاء في خطر (ديوان شعر لمالك حداد) ترجمة عن الفرنسية - بيروت - ط2- 1979.
- الجثة المطوقة والأجداد يزدادون ضراوة (مسرحيتان) لكاتب ياسين ترجمة عن الفرنسية - ط2- 1979، بيروت.
- نجمة (لكاتب ياسين) ترجمة عن الفرنسية - وجميع هذه الكتب صدرت عن المؤسسة العربية للدراسات للنشر -عام 1980.
- تسع قصص (د ز ج سالنجر) ترجمة عن الإنكليزية عام 1964، دار الاتحاد في بيروت.
- التربية والثقافة العربية الإسلامية في الشام والجزيرة- صدر عن دار العلم للملايين - بيروت -عام 1980.
- التربية المقارنة - دراسة - دمشق 1981.
- تاريخ التربية وعلم النفس عند العرب - دمشق 1981.
- علم الاجتماع التربوي - دراسة - دمشق 1981.
- تاريخ التربية - دراسة - دمشق 1981.
- التربية في الوطن العربي - دراسة - دمشق 1981.
- الثقافة وقيم الشباب: دراسات ميدانية، وزارة الثقافة والإرشاد القومي، دمشق، 1984
- أنماط التعليم العالي في الوطن العربي: دراسة ميدانية، المركز العربي لبحوث التعليم العالي، دمشق 1986.
- التربية المقارنة: منطلقات نظرية ودراسات تطبييقية( مرجع علمي لادموندكنغ) ترجمة عن الإنجليزية، وزارة الثقافة والإرشاد القومي، دمشق، 1987
- طريقة مونتسوري للأم والمعلمة في تربية الطفولة المبكرة ( مرجع علميي لاليزابيت هنيستوك) ترجمة عن الإنكليزية، دار الحصاد، دمشق، 1992.
- الطفولة المبكرة والجديد في رياض الأطفال، المؤسسة الجامعية للدراسات والنشر، بيروت 1993.
- التربية المقارنة والدولية، دار الفكر المعاصر، بيروت، 1993.
- مجموعات من القصص والمسرحيات للأطفال، ترجمة عن الفرنسية والإنجليزية بالاشتراك مع سليمان العيسى، دار الفكر، دمشق.